# 레오니다스 2세

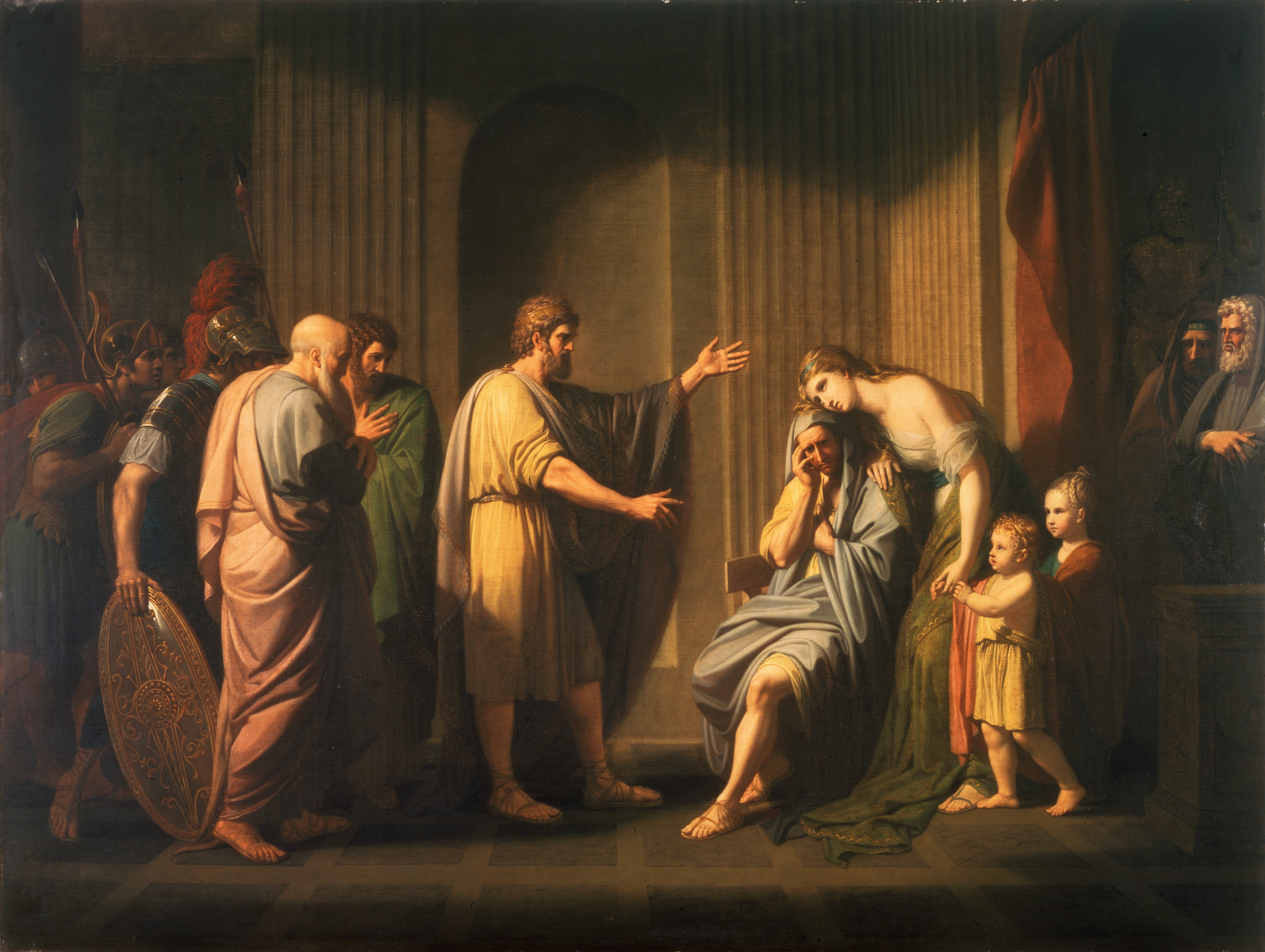
레오니다스 2세에게 추방당하는 클레옹브로토스, 유화, 벤자민 웨스트, c. 1768.

레오니다스 2세(고대 그리스어: Λεωνίδας Β, 라틴어: Leonidas II, 기원전 315년 – 기원전 235년, 재위 : 기원전 254년 – 기원전 240년 / 기원전 240년 – 기원전 235년)은 스파르타 아기스 왕조의 28대 왕이다.

## 개요
레오니다스 2세는 클레오메네스 2세의 손자로 왕이 되지 못했던 클레오뉴모스의 아들이다. 레오니다스는 어린 아레우스 2세의 후견인을 맡아, 그 사후에는 노령에도 불구하고 왕위를 이었다.
왕위에 오르기 전에 오랫동안 시리아 셀레우코스 왕조의 셀레우코스 2세를 섬기면서 오리엔트 식의 습속을 지니고 있었던 레오니다스는 스파르타를 취지로 하는 리쿠르고스 제도에서 시민의 일탈을 묵인하고, 부유한 자들의 편을 들었다. 뿐만 아니라 그는 공동 통치자였던 에우리폰 왕조의 왕 아기스 4세가 추진했던 빈곤한 시민을 위한 개혁에 반대했다. 그래서 아기스 파의 에포로스(민선 장관)였던 리산드로스는 외국에서 자라고, 외국 여자와 결혼한 레오니다스를 못마땅하게 여겼다. 그는 “헤라클레스의 후손인 스파르타 시민은 외국 여자와의 사이에 아들을 낳지말 것이며, 또한 스파르타에서 이국으로 이주한 자는 살해 할지어다”라는 오래된 법률과 레오니다스가 아버지 앞에서 스파르타를 파멸시키겠다고 맹세한 것을 들어 그를 탄핵했다. 레오니다스는 아테나 신전으로 도망쳤지만, 유죄 판결을 받고 왕위에서 쫓겨나 기원전 240년에 아카디아로 망명했다. 왕위에는 레오니다스의 사위 클레옴브로토스 2세가 올랐다. 그러나 이때 아기스는 레오니다스의 목숨을 빼앗으려 하지 않았고, 이후 이것이 아기스의 파멸을 가져왔다.
그 후, 에포로스인 아게실라오스의 도움으로 귀국한 레오니다스는 아기스와 클레옹브로토스에 대한 복수를 시작했다. 장녀의 간청에 못 이겨 목숨을 빼앗긴 않았지만, 클레옹브로토스를 추방하고, 아기스를 잡아 그 할머니와 어머니까지 모두 함께 처형시키며 스스로는 복위를 했다. 또한 아기스 아내 아기아티스는 많은 재산과 빼어난 미모를 자랑하고 있었으므로, 레오니다스는 자신의 아들 클레오메네스 3세와 억지로 결혼시켰다. 이후 아들인 클레오메네스 3세가 그의 왕위를 이었다.

## 같이 보기
- 스파르타 국왕